# You Light Up My Life
You Light Up My Life ist eine von Joseph Brooks für seinen Film Stern meines Lebens geschriebene Ballade. Der Filmsong wurde 1977 mit dem Oscar als bester Filmsong ausgezeichnet und wurde 1978 mit dem Grammy Award for Song of the Year ausgezeichnet. You Light Up My Life war auch kommerziell erfolgreich, eine von Debby Boone gesungene Version konnte sich 1977 zehn Wochen auf Platz eins der Billboard Hot 100 halten.

## Veröffentlichung
Joseph Brooks war nicht nur Komponist der Filmmusik zu Stern meines Lebens und damit von You Light Up My Life, sondern auch Drehbuchautor und Regisseur des Films. Er war zuvor als Komponist von Musik für Werbespots erfolgreich gewesen. Der Film und das Lied waren Brooks Höhepunkte in seiner Karriere in der Showbranche.
Im Film wird das Lied gespielt, als die von Didi Conn gespielte Laurie Robinson ihren Liebhaber und Regisseur Chris Nolan (Michael Zaslow) davon überzeugt sie zu engagieren. Tatsächlich wurde You Light Up My Life nicht von Didi Conn gesungen, zu hören war eine mit Kasey Cisyk aufgenommene Studioaufnahme, zu der Conn nur schauspielerte. Nachdem Brooks 2009 angeklagt wurde mehrere Frauen bei vorgetäuschten Castings vergewaltigt zu haben und dann 2011 vor Prozessbeginn Suizid beging, wurden Parallelen zwischen der Filmszene und seinem Leben gezogen.
Auf dem 1977 veröffentlichten offiziellen Soundtrack wurde You Light Me Up nicht von Kasey Cisyk, sondern von Debby Boone, der Tochter von Pat Boone, gesungen. Es wurde auch auf Debby Boones Debüt-Album als namensgebender Titel aufgenommen.
You Light Up My Life in der von Debby Boone gesungenen Version konnte sich als eins der wenigen Lieder zehn Wochen oder länger in den Billboard Hot 100 auf dem Spitzenplatz halten. Es war das erste Lied, dass dies schaffte.
Das Lied wurde später von zahlreichen anderen Künstlern, unter anderem Aretha Franklin und Kenny Rogers gecovert.

## Auszeichnungen
Das Lied wurde vielfach ausgezeichnet.
Joseph Brooks wurde 1978 als Komponist für You Light Up My Life mit dem Oscar für den besten Filmsong ausgezeichnet. Bei den 20. Grammy Awards schrieb es 1978 Geschichte, da erstmals in der Geschichte dieses Preises der Grammy Award for Song of the Year zwischen zwei Liedern geteilt wurde. Neben You Light Up My Life wurde Evergreen (Love Theme from A Star Is Born) von Barbra Streisand ausgezeichnet.
Das Lied wurde ferner bei der 35. Verleihung der Golden Globe Awards mit dem Golden Globe Award für den besten Filmsong geehrt.